# Attenuipyga joyceae
Attenuipyga joyceae är en insektsart som beskrevs av Hamilton 2000. Attenuipyga joyceae ingår i släktet Attenuipyga och familjen dvärgstritar. Inga underarter finns listade i Catalogue of Life.